# SMPlayer
SMPlayer je svobodný multiplatformní multimediální přehrávač šířený pod licencí GNU General Public License 2. Jedná se o front-end k MPlayeru založený na toolkitu Qt 4.5. Přehrávač je význačný tím, že si pamatuje nastavení pro každý přehrávaný soubor (pozice ve videu, …).
Základní rysy jsou:
- konfigurovatelné titulky
- podpora filtrů MPlayeru (odstranění prokládání, …)
- posun ve videu kolečkem myši
- video ekvalizér (kontrast, …)
- přehrávání videa různými rychlostmi (2×, …)
- nastavení zpoždění audia a titulků vůči videu
- podpora playlistů
- přeložen do více než 20 jazyků